# Nullniveau (Physik)
Das Nullniveau bezeichnet in der Physik einen Ort oder eine Fläche, auf den sich die Angabe der potentiellen Energie bezieht. Dort hat sie per definitionem den Wert Null. Diese Festlegung ist notwendig, da die potentielle Energie stets nur bis auf einen konstanten Betrag bekannt ist, der willkürlich festgelegt werden kann.

## Übliche Festlegungen
- Im homogenen Schwerefeld ist das Nullniveau eine horizontale Fläche, deren Höhe beliebig gewählt werden kann. Beispielsweise kann der Boden, die Starthöhe einer Bewegung oder die Gleichgewichtslage eines schwingenden Systems als Nullniveau gewählt werden. Welche Wahl sinnvoll ist, hängt von dem konkreten Problem ab.
- Im Gravitationsfeld eines Himmelskörpers oder im Coulomb-Feld einer Punktladung (z. B. des Atomkerns) ist es üblich, das Nullniveau im Unendlichen anzusetzen. Dies ist möglich, weil sowohl das Gravitationspotential als auch das Coulomb-Potential für sehr große Entfernung konvergieren. Da die Arbeit, die man aufwenden muss, um einen Probekörper aus dem Feld zu entfernen, in diesen Fällen stets positiv ist, ist die potentielle Energie negativ.
- Im Geopotential bildet der Geoid das Nullniveau.